# Zimna stal (film 1987)
Zimna stal (ang. Cold Steel) – amerykański film sensacyjny z 1987 roku, debiut reżyserski Dorothy Ann Puzo.

## Obsada
- Brad Davis – Johnny Modine
- Sharon Stone – Kathy Connors
- Jonathan Banks – Lodziarz
- Jay Acovone – Cookie
- Adam Ant – Mick
- Eddie Egan – porucznik Hill
- Sy Richardson – Rashid
- Anne Haney – Anna Modine